# За облаками — небо
«За облака́ми — не́бо» — советский художественный фильм 1973 года. Первый фильм авиационной кинодилогии, продолженной фильмом «Там, за горизонтом» (1975). Фильм снимался на аэродроме «Орешково» Калужского УАЦ ДОСААФ СССР.

## Сюжет
В фильме рассказывается о советских авиаконструкторах и лётчиках-испытателях, которые после окончания Великой Отечественной войны занимаются освоением боевых реактивных самолётов МиГ, порой рискуя своей жизнью.
Главные герои фильма Виктор (Игорь Ясулович), Евгений (Сергей Никоненко) и Алексей (Геннадий Сайфулин), после возвращения с войны на Дальнем Востоке начинают заниматься созданием нового реактивного самолёта. Двое из них устраиваются на авиазавод: авиаконструктором и инженером, а третий из друзей становится лётчиком-испытателем новой техники.
Также возникают проблемы в личной жизни героев. Жена Виктора (Елена Санаева) уходит к раненому, которого она лечила в госпитале. Алексей своими действиями разрушает семью. Только у Евгения в семье благополучно.

## Музыка
Композитор Марк Фрадкин и поэт Роберт Рождественский для фильма написали лиричную песню «Там, за облаками», которую в фильме исполнили Лев Полосин и Борис Кузнецов и которая впоследствии стала шлягером. Песню также исполняли Иосиф Кобзон, Лев Лещенко, ВИА «Самоцветы».

## В ролях
| Актёр                | Роль                                                                                      |
| -------------------- | ----------------------------------------------------------------------------------------- |
| Геннадий Сайфулин    | Алексей Иванович Седых, капитан (затем — майор и подполковник), лётчик-испытатель         |
| Владислав Дворжецкий | Сергей Николаевич Руднев, капитан, лётчик-испытатель                                      |
| Юрий Назаров         | Степан Жерехов, лётчик, фронтовик, инвалид войны                                          |
| Сергей Никоненко     | Евгений, мастер участка на авиазаводе                                                     |
| Лариса Малеванная    | Полина, жена Степана Жерехова                                                             |
| Михаил Глузский      | Константин Игнатьевич, мастер на авиазаводе                                               |
| Всеволод Сафонов     | Кравцов                                                                                   |
| Игорь Ясулович       | Виктор Николаевич Корецкий                                                                |
| Елена Санаева        | Тамара                                                                                    |
| Данута Столярская    | Елизавета Руднева                                                                         |
| Борис Белов          | Жилин, генерал                                                                            |
| Николай Волков       | Георгий Васильевич, главный конструктор авиазавода                                        |
| Вадим Захарченко     | руководитель полётов                                                                      |
| Афанасий Кочетков    | Пётр Иванович                                                                             |
| Григорий Лямпе       |                                                                                           |
| Наина Хонина         |                                                                                           |
| Наталья Гвоздикова   | Нюся, жена Павла Дёмина                                                                   |
| Елена Максимова      | мать Евгения                                                                              |
| Борис Гитин          | человек в машине                                                                          |
| Павел Махотин        | адмирал                                                                                   |
| Станислав Михин      | Павел Дмитриевич Дёмин, гвардии-майор, погибший лётчик-испытатель, Герой Советского Союза |

## Съёмочная группа
- Автор сценария: Ю. Принцев, Ю. Егоров
- Режиссёр: Ю. Егоров
- Оператор: Евгений Давыдов
- Художник: Пётр Пашкевич
- Композитор: Марк Фрадкин
- Текст песни: Роберт Рождественский

## Рецензии
- Богомолов Юрий. Там, за облаками небо // Сов. культура, 1973, 11 дек.
- Щербаков К. Движение характера, движение времени // Искусство кино, 1974, № 3, с. 52—58
- Гербер А. Что за облаками // Советский экран, 1974